# تاحرون (المسيمير)

تعديل مصدري - تعديل

تاحرون هي إحدى قرى عزلة المسيمير بمديرية المسيمير التابعة لمحافظة لحج، بلغ تعداد سكانها 47 نسمة حسب تعداد اليمن لعام 2004.